# Odontomantis pulchra
Odontomantis pulchra är en bönsyrseart som beskrevs av Olivier 1792. Odontomantis pulchra ingår i släktet Odontomantis och familjen Hymenopodidae. Inga underarter finns listade i Catalogue of Life.